# Tina Keller-Jenny
Tina Keller-Jenny (Schwanden, 17 de junio de 1887 - Ginebra, 25 de octubre de 1985 en Ginebra) fue una médica suiza, psiquiatra y psicoterapeuta junguiana que presenció de primera mano el desarrollo de la psicología analítica en sus inicios con Carl Jung y Toni Wolff.

## Biografía
Tina Keller nació en el seno de una familia de la alta burguesía. Fue hija del industrial suizo Conrad Jenny y pasó su adolescencia en el Castillo Jenny-Schloss, en Thalwil, Suiza. En 1912 se casó con el teólogo Adolf Keller con quien tuvo cinco hijos. Keller completó años de análisis con Carl Gustav Jung y Toni Wolff (1915-1928), quienes descubrieron el movimiento como una imaginación activa. Completó los estudios de medicina en 1931, y ejerció como psiquiatra y psicoterapeuta orientada a Jung. Fue una de las primeras mujeres en Suiza en fundar una consulta psiquiátrica de C.G.Jung, y una de las pioneras en la integración del análisis con enfoques basados en el cuerpo en movimiento y la danza, que desde entonces se ha convertido en un elemento importante en el campo del análisis. La también llamada Danzaterapia fue una terapia desconocida hasta la década de 1950 cuando fue redescubierta por Marian Chace y la terapeuta Mary Whitehouse. Whitehouse luego se convirtió en una bailarina y profesora de baile después de haber estudiado con Martha Graham y Mary Wigman.
Después de la muerte de su esposo Adolf Keller en 1963, Tin Keller trabajó en un hospital psiquiátrico en Los Ángeles junto con Trudi Schoop. Schoop fue una terapeuta de baile, bailarina y comediante, y fundadora de la Danzaterapia en Estados Unidos. De vuelta en Suiza, se le pidió que hablara en el décimo aniversario de la muerte de C.G.Jung. Ella fue para entonces la última sobreviviente de los colaboradores de los primeros años de C.G.Jung. Hizo terapias entre otros a su sobrino nieto, el pintor Garbade, hasta su muerte con 98 años en 1985 en Ginebra.

## Obra
- Tina Keller-Jenny, Wendy K. Swan: The memoir of Tina Keller-Jenny. A Lifelong Confrontation with the Psychology of C. G. Jung. Spring Journal Books, New Orleans 2009, ISBN 978-18-826-7085-7, OCLC 779060366.
- Tina Keller-Jenny :[notice biographique, correspondance]. p. n., p. l., 1933–1945, OCLC 716739683.
- Tina Keller-Jenny: Aus meinen Erinnerungen an C. G. Jung. Bircher Benner, Erlenbach 1980.
- Tina Keller-Jenny: Zur Psyche der Frau. Classen, Zúrich 1955.
- Tina Keller-Jenny: Das Ja zu sich selber. Bircher Benner, Erlenbach 1980.
- Marianne Jehle-Wildberger: C. G. Jung und Adolf Keller. Über Theologie und Psychologie. Briefe und Gespräche. Theologischer Verlag, Zürich 2014, ISBN 978-3-290-17770-6, OCLC 992952828.
- Sonu Shamdasani: Introduction to Jungian Psychology. Princeton University Press, Princeton 2012.
- Schweizerisches medizinisches Jahrbuch. Schwabe, Basilea 1980